# Grevillea miniata
Grevillea miniata es un arbusto o árbol pequeño que alcanza de 1.8 a 5 metros de altura, siendo endémico de Australia Occidental. 

## Descripción
Tiene las flores amarillas o naranjas y las hojas parecidas a las del género Ilex.

## Taxonomía
Grevillea miniata fue descrita por William Vincent Fitzgerald y publicado en Journal of the Royal Society of Western Australia iii: 131. 1918.
Etimología
Grevillea, el nombre del género fue nombrado en honor de Charles Francis Greville, cofundador de la Royal Horticultural Society.
miniata: epíteto latíno que significa "miniada, de color rojo"